# F.O.A.D.
A F.O.A.D. (a Fuck Off And Die mozaikszava) a norvég együttes Darkthrone tizenkettedik nagylemeze. 2007. szeptember 25-én jelent meg a Peaceville Productions kiadó által. Az album egy nagyobb elrugaszkodás a zenekar black metalos gyökereitől, sokkal inkább egy punkos zenéjű album lett, néhány tradicionális metal beütéssel. Az album különböző speciális kiadásai tartalmaznak képeslapot, posztert és pólót.

## Számlista
Az összes szám szerzője Darkthrone.
| #  | Cím                      | Hossz |
| -- | ------------------------ | ----- |
| 1. | These Shores are Damned  | 5:04  |
| 2. | Canadian Metal           | 4:44  |
| 3. | The Church of Real Metal | 4:36  |
| 4. | The Banners of Old       | 4:40  |
| 5. | Fuck Off and Die         | 3:52  |
| 6. | Splitkein Fever          | 4:45  |
| 7. | Raised on Rock           | 3:27  |
| 8. | Pervertor of the 7 Gates | 4:25  |
| 9. | Wisdom of the Dead       | 4:43  |

## Közreműködők
- Nocturno Culto – gitár, basszusgitár, ének
- Fenriz – dob, ének a "Canadian Metal", a "Fuck Off And Die", a "Raised On Rock", és a "Pervertor of the 7 Gates" számokon
- Czral – gitárszóló a "Church of Real Metal", háttérének a "Wisdom of the Dead" számon

## Fordítás
Ez a szócikk részben vagy egészben  a   F.O.A.D. című angol Wikipédia-szócikk fordításán alapul.  Az eredeti cikk szerkesztőit annak laptörténete sorolja fel. Ez a jelzés csupán a megfogalmazás eredetét és a szerzői jogokat jelzi, nem szolgál a cikkben szereplő információk forrásmegjelöléseként.